# Sentier de grande randonnée 26
Le sentier de grande randonnée 26 (GR 26) relie Villennes-sur-Seine (Yvelines) à Villers-sur-Mer (Calvados).

## Présentation
Le parcours du GR 26 fait la jonction entre la vallée de la Seine près de Poissy et la mer entre Deauville et Cabourg, où il rejoint le GR 223 (sentier du littoral). Il fait découvrir le nord du département des Yvelines, les plaines et vallées de l'Eure, et les collines du pays d'Auge dans le Calvados. Il a une longueur d'environ 305 km. La plus importante agglomération traversée est Évreux.

L'accès au parcours est facilité par la présence de plusieurs gares du réseau ferroviaire (TER Normandie, Transilien) permettant de réaliser le GR 26 de manière fractionnée. Le départ à Villennes-sur-Seine se situe à la gare ferroviaire.
Comme tous les GR, il est entretenu par des bénévoles appelés baliseurs et rattaché à la Fédération Française de Randonnée Pédestre.

## Itinéraire
Dans les Yvelines

De Villennes-sur-Seine à Aulnay-sur-Mauldre (17,5 km), le GR quitte la vallée de la Seine pour se diriger vers Morainvilliers, traverser la forêt des Alluets et descendre dans la vallée de la Mauldre.
D'Aulnay-sur-Mauldre à Saint-Illiers-la-Ville (35,2 km), le GR remonte sur le plateau, traverse le bois de Mézerolles, passe à Senneville, puis descend dans la vallée de la Vaucouleurs en ménageant une belle vue sur Mantes-la-Jolie.
Il traverse la Vaucouleurs et par un parcours commun avec le GR11 remonte sur le plateau. Le GR11 continue ensuite sur Mantes-la-Jolie, tandis que la GR26 poursuit vers l’ouest en direction de Jouy-Mauvoisin et le bois des Beurons.
Après Apremont, où un accès balisé permet de rejoindre la gare de Rosny-sur-Seine, et La Belle-Côte, il traverse le sud de la forêt de Rosny pour atteindre Saint-Illiers-la-Ville, extrémité du GR de Pays des Yvelines.
De Saint-Illiers-la-Ville à la forêt de Bizy (19,4 km), le GR contourne la forêt de Rosny, par l’ouest, pour descendre dans la vallée de la Seine à l’ouest de Bonnières-sur-Seine. Par Jeufosse et Notre-Dame-de-la-Mer, le GR suit la vallée, puis la quitte pour se diriger vers Blaru et la forêt de Bizy, d’où part un accès qui rejoint Vernon puis le GR 2. Le GR entre ensuite dans l’Eure
Dans l'Eure

Le GR 26 traverse Pacy-sur-Eure, longe la vallée de l'Eure sur 9 kilomètres et rejoint le centre historique d'Évreux, au bord de l'Iton. Croisant le GR 222 il fait alors route vers le nord et traverse des plaines agricoles ainsi que plusieurs vallées boisées et encaissées.
Le GR traverse Le Neubourg puis passe à proximité de deux châteaux remarquables : Champ-de-Bataille et Harcourt. Il rejoint ensuite le GR 224 dans la vallée de la Risle au sud de Brionne. Près de Serquigny, ils se quittent et le GR 26 continue vers l'ouest jusqu'à Bernay, ville comportant de nombreux monuments et maisons à pans de bois.
Après Broglie, le GR quitte la vallée de la Charentonne et bifurque vers l'ouest pour traverser le plateau du Lieuvin jusqu'à la vallée de l'Orbiquet.
Dans le Calvados

Le GR 26 fait son entrée dans le Calvados avant la source de l'Orbiquet, une des plus importantes exsurgences vauclusiennes de France. C'est également son entrée dans le pays d'Auge. Toujours descendant le cours de l'Orbiquet, il contourne Orbec et traverse Saint-Denis-de-Mailloc.
Le GR contourne Lisieux, capitale du pays d'Auge, par l'est, jusqu'à Ouilly-le-Vicomte* et la vallée de la Touques. À Coquainvilliers, il passe devant le manoir du Pontif puis, après un plateau agricole, traverse Saint-Hymer (prieuré et église remarquables). Le GR traverse alors des vallées verdoyantes le plus souvent consacrées à l'élevage bovin ou équin.
Après la traversée de Beaumont-en-Auge**, le GR 26 se dirige vers le nord-ouest pour terminer son parcours à Dives-sur-Mer. Il y rejoint le GR 223 (sentier de la côte de Honfleur au Mont Saint-Michel), et le sentier européen E9.
Variantes :

* À Ouilly-le-Vicomte, une variante du GR 26 descend la vallée de la Touques sur sa rive droite en passant par le manoir de Malou et Fierville-les-Parcs.

** Après Beaumont-en-Auge, à Glanville, une variante du GR 26 se dirige directement vers le nord pour rejoindre la côte Fleurie à Deauville, à la hauteur de l'hippodrome de la côte Fleurie.

## Localités traversées
| Dans les Yvelines - Villennes-sur-Seine - Morainvilliers - Ecquevilly - Bazemont - Aulnay-sur-Mauldre - Guerville - Vert - Magnanville - Jouy-Mauvoisin - Saint-Illiers-la-Ville - Bonnières-sur-Seine - Notre-Dame-de-la-Mer - Blaru |  | Dans l'Eure - Douains - Pacy-sur-Eure - Croisy-sur-Eure - Hardencourt-Cocherel - Jouy-sur-Eure - Évreux - Le Mesnil-Fuguet - Bérengeville-la-Campagne - Saint-Aubin-d'Écrosville - Marbeuf - Le Neubourg - Villez-sur-le-Neubourg - Harcourt - Fontaine-la-Soret - Menneval - Bernay - Broglie |  | Dans le Calvados - La Folletière-Abenon - Saint-Denis-de-Mailloc - Le Mesnil-Guillaume - Glos - Hermival-les-Vaux - Ouilly-le-Vicomte - Coquainvilliers - Norolles - Le Breuil-en-Auge - Beaumont-en-Auge - Saint-Hymer - Bourgeauville - Saint-Pierre-Azif - Villers-sur-Mer - Glanville - Tourgéville - Deauville |

## Galerie

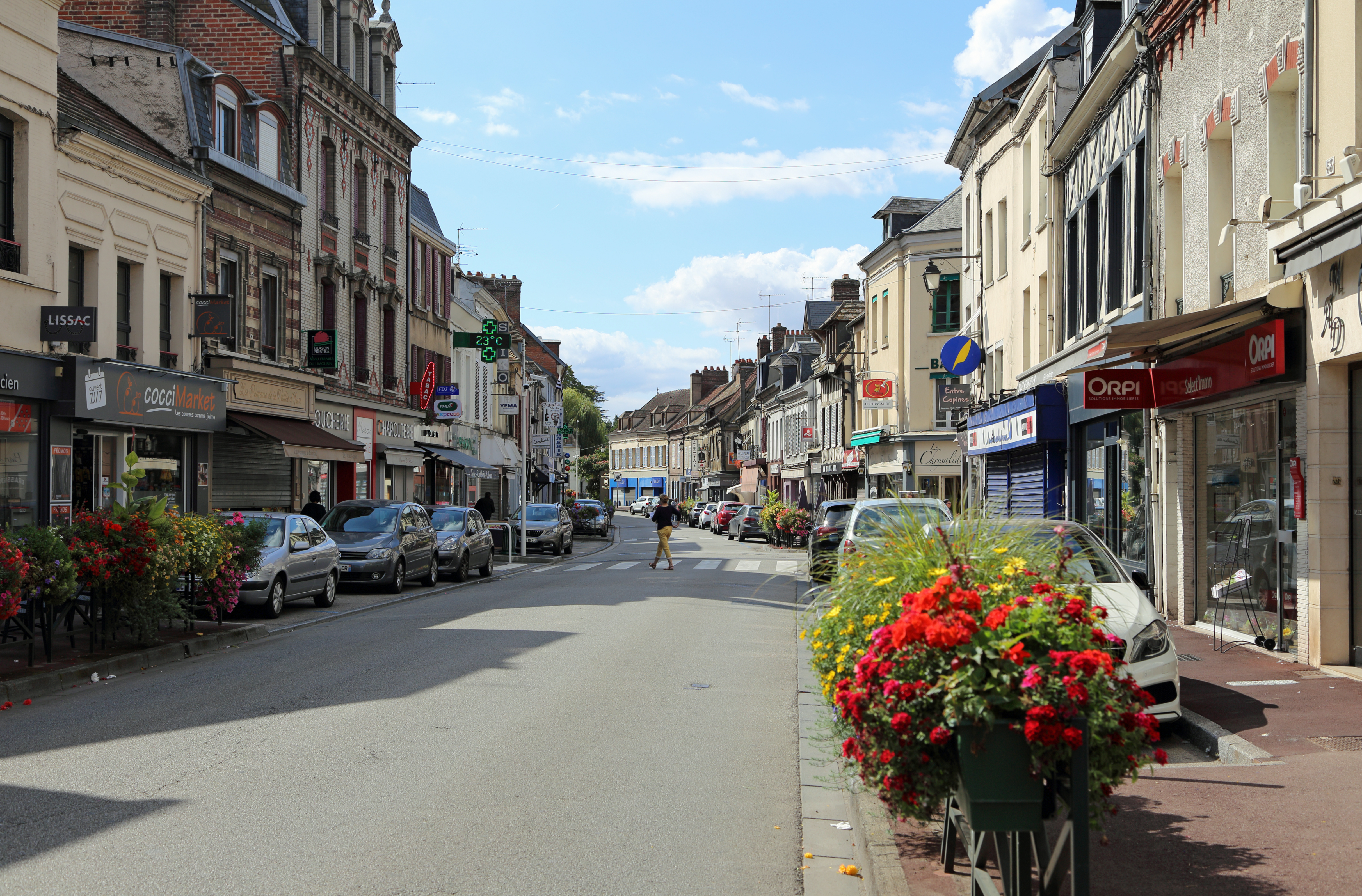
Pacy-sur-Eure
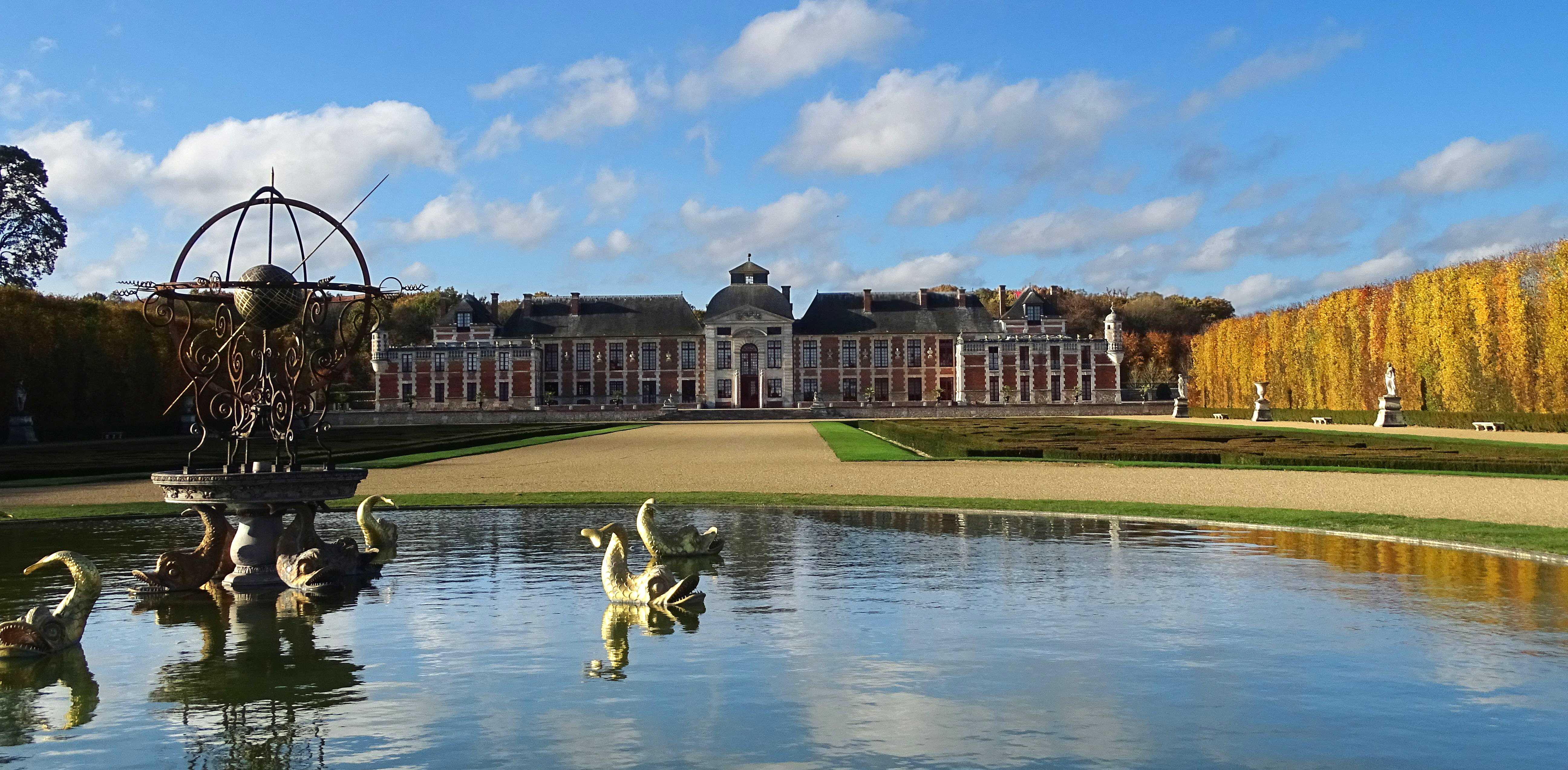
Le château de Champ-de-Bataille
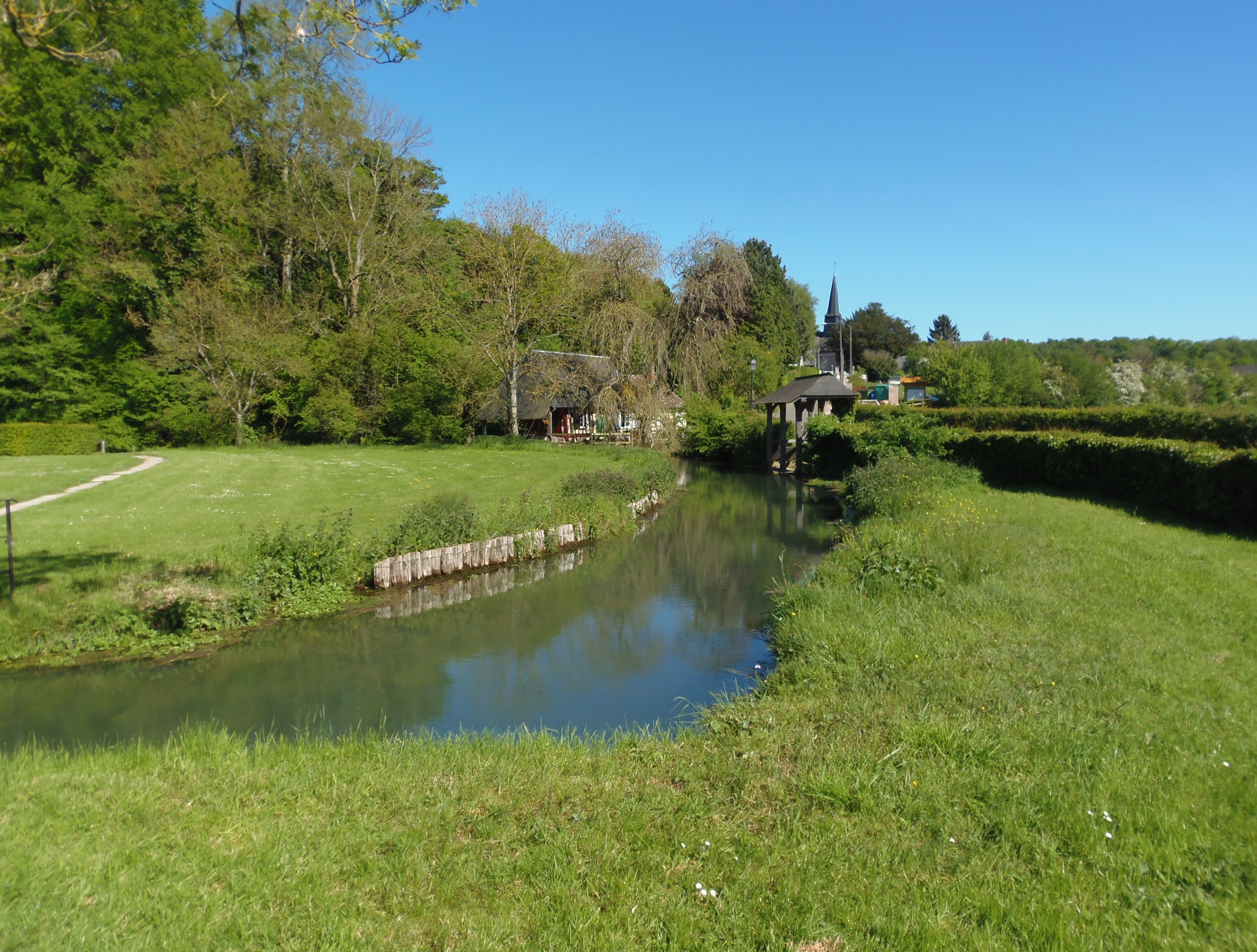
La Folletière-Abenon : Le village sur la rivière Orbiquet
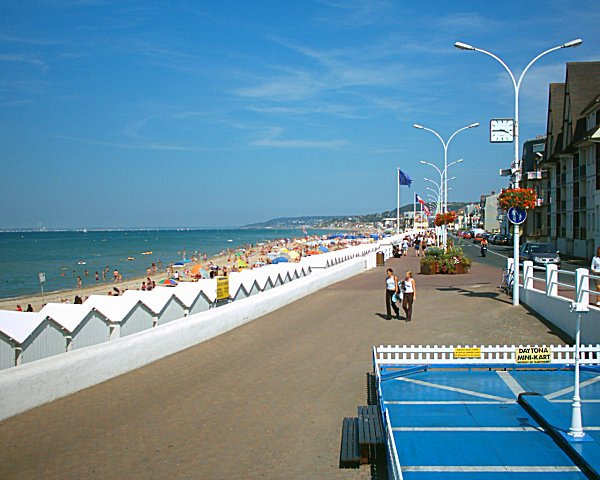
La digue de Villers-sur-mer